# Willem Goossens
Johannes Wilhelmus Hubertus ("Willem", "Guillaume" of "Wiel") Goossens (Berg en Terblijt, 3 april 1869 - Maastricht, 9 november 1933) was een Nederlands priester, docent, archivaris, historicus en archeoloog. Hij werkte onder andere als docent te Rolduc en als rijksarchivaris in Limburg te Maastricht. Goossens publiceerde diverse wetenschappelijke artikelen over de geschiedenis van Limburg en Maastricht. Daarnaast deed hij enkele belangrijke archeologische ontdekkingen en stelde hij enkele goede hypotheses op met betrekking tot Romeins Maastricht.

## Biografische schets
Willem Goossens werd in 1869 geboren in het Zuid-Limburgse gehucht Terblijt als oudste zoon in het grote gezin (zestien kinderen) van Jan Willem Bernardus Hubertus Goossens (1841-1927) en Maria Anna Hubertina Stassen (1847-1895). Zijn vader was landbouwer en tevens burgemeester van Berg en Terblijt, een functie waarin hij na 35 jaar werd opgevolgd door een van zijn zonen. Al op jonge leeftijd voelde Willem een roeping voor het priesterschap. Daarnaast interesseerde hij zich voor geschiedenis. Het is niet ondenkbaar dat de bekende priester-historicus Jos Habets (1829-1893), die van 1862 tot 1878 kapelaan was in Berg en Terblijt, invloed uitoefende op de jonge Goossens.
Na de lagere school bezocht hij het Bisschoppelijk College Weert (1880-1886), waar in die tijd Frans de voertaal was. Hij vervolgde zijn studies aan de bovenbouw van het gymnasium Rolduc in Kerkrade (1886-1888) en het Grootseminarie in Roermond, gevestigd in het voormalige Kartuizerklooster Bethlehem (1888-1892). Klasgenoten op het seminarie waren onder anderen Henri Poels, Victor Klinkman en Joseph Windhausen. Op 2 april 1892, een dag voor zijn 23e verjaardag, ontving hij in de kapel van het seminarie zijn priesterwijding.
Hoewel toen al duidelijk was dat zijn bestemming in het onderwijs (Rolduc) lag, kreeg hij toestemming om zijn studies te voltooien aan de Katholieke Universiteit Leuven (1892-1894). Hier studeerde hij morele en historische wetenschappen, onder anderen bij Alfred Cauchie, Charles Moeller en Victor Brants. Het eerste jaar woonde hij in het Heilige Geestcollege, samen met zijn vroegere klasgenoot Poels.
Goossens leefde zijn hele leven uiterst sober, zonder veel comfort, en was matig met eten en drinken. Hij hield van wandelen en fietsen; regelmatig liep hij van Maastricht naar Berg en Terblijt, meestal vergezeld van zijn teckel, een wandeling van vijf kwartier. Een groot deel van zijn leven bracht hij door in Rolduc en Maastricht. In die laatste stad overleed hij op 64-jarige leeftijd, na een slepende ziekte. De begrafenis, waarbij onder anderen bisschop Lemmens van Roermond aanwezig was, vond plaats in zijn geboortedorp Berg en Terblijt.

## Loopbaan

### Docent en archivaris
In september 1894 begon hij zijn loopbaan in Rolduc, waar hij 23 jaar zou doceren aan het gymnasium, tevens kleinseminarie. Hij gaf er onder andere Latijn en Frans aan de lagere klassen, en geschiedenis aan de hogere. Daarnaast was hij te Rolduc bibliothecaris-archivaris en organiseerde hij de kerkelijke plechtigheden. In zijn spaarzame vrije tijd werkte hij aan zijn proefschrift. In 1910 promoveerde hij in Leuven summa cum laude (met de hoogste lof) op het proefschrift Etude sur les Etats de Limbourg et des Pays d'Outre-Meuse, enz. (zie Bibliografie), waarvoor het archief van Rolduc de stof had geleverd.
In 1917 volgde zijn aanstelling tot archivaris-bibliothecaris van de Gemeente Maastricht, in die tijd gevestigd in een deel van het Generaalshuis aan het Vrijthof (tegenwoordig Theater aan het Vrijthof). Hij verliet Rolduc, maar was wel nog een jaar docent aan de R.K. Leergangen in Tilburg (1918-1919). In 1923 verruilde hij het Gemeente Archief voor het Rijksarchief in Limburg (RAL), waar hij eerst de functie van commies-chartermeester vervulde (1923-1928), daarna, tot aan zijn dood, die van rijksarchivaris in Limburg (1929-1933). In beide functies volgde hij dr. Pierre Doppler op, met wie hij een zekere voorzichtigheid gemeen had. Zijn belangrijkste prestatie in het archief was de inventarisatie van de archieven van het Hof van het Gelders Overkwartier te Roermond, een enorme klus die hij niet heeft kunnen voltooien.

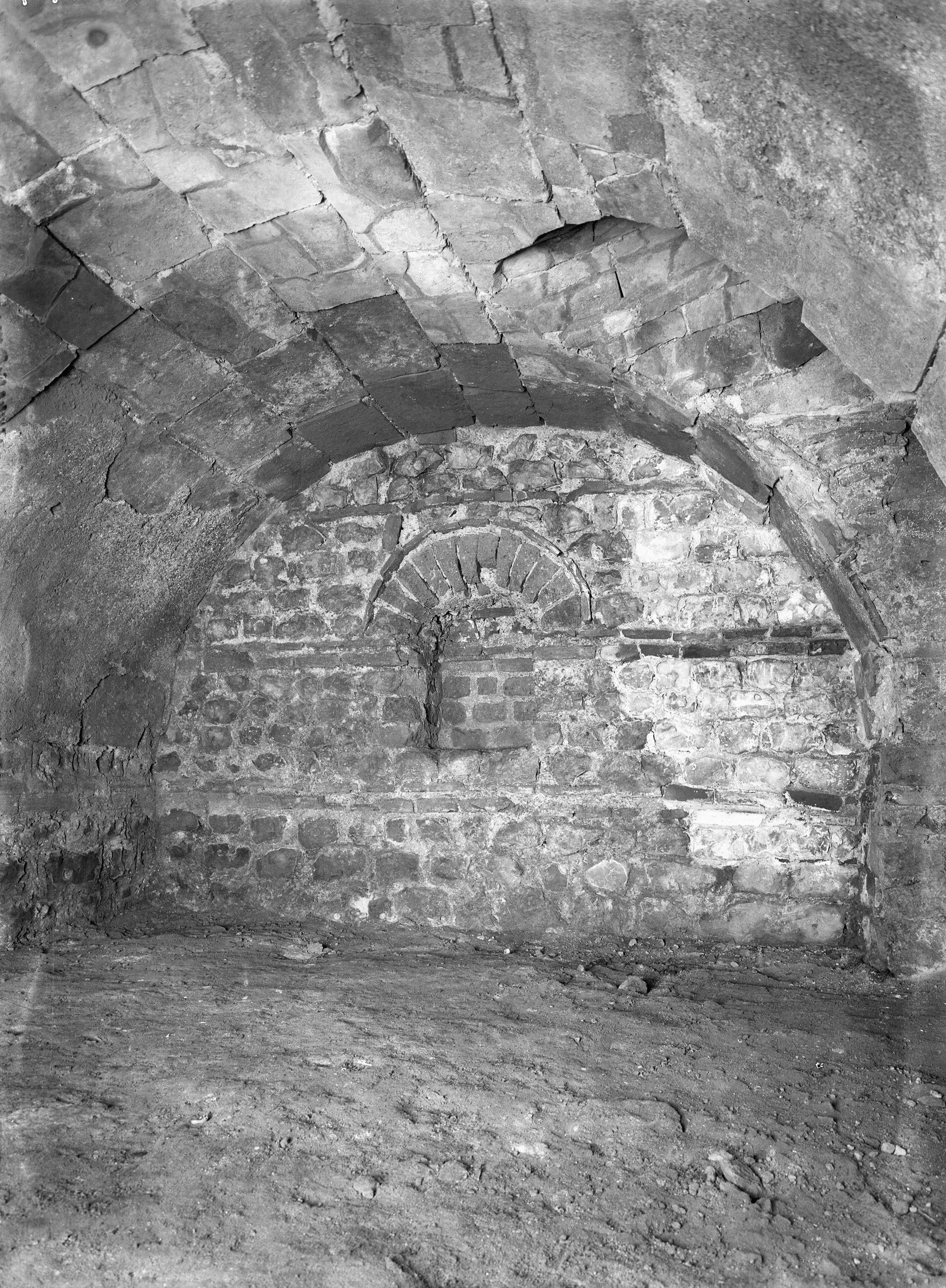
Vrijwel intacte Romeinse kelder onder Stokstraat 46, in 1925 opgegraven op aanwijzing van Goossens

### Archeologie
Aparte vermelding verdient Goossens' betekenis voor de archeologie in Limburg. Hoewel geen archeoloog in de moderne zin van het woord, werkte hij nauw samen met de Leidse hoogleraar Jan Hendrik Holwerda bij enkele belangrijke opgravingen, waaronder de Romeinse villa's Heihof en Vogelenzang, beide nabij Valkenburg, de villa's Groot Haasdal-Billich en Bocholtz-Vlengendaal en de wachtpost Goudsberg. Eveneens gezamenlijk onderzochten Goossens en Holwerda de merovingische graven in de Sint-Servaasbasiliek. Goossens hield zich verder bezig met de Romeinse pottenbakkersovens in Heerlen. Na de vondst van twee rijk gevulde askisten in deze stad, bemiddelde hij om de zandstenen kisten te laten opnemen in de collectie van het Rijksmuseum van Oudheden. Bij opgravingen wist hij vondsten vaak onmiddellijk te determineren, soms aan de hand van een enkele scherf.
Zijn waarnemingen tijdens de bouw van de parochieschool in de Maastrichtse Stokstraat (1902-1903) leidden in 1918 en 1924-1926 tot aanvullende opgravingen in de omgeving, waarbij fundamenten en opgaand muurwerk van een drieschepig gebouw werden blootgelegd. Verder wist hij de opgraving van een muurtoren in deze omgeving in 1910 correct te interpreteren als een onderdeel van de laat-Romeinse versterking. In 1923 publiceerde hij zijn fundamentele studie Het Romeinsche castellum te Maastricht. In heel Limburg werd bij archeologische vondsten zijn oordeel gevraagd en gewaardeerd.
Holwerda schreef na Goossens' overlijden: "Zijn groote beteekenis was vooral zijn bijzondere kennis van alles wat er in Limburg gevonden was en daarbij zijn gave om het gevondene juist te beoordeelen [...] Voor mij heeft het onderzoek in Limburg met het heengaan van Dr. Goossens alle glans verloren." Een andere Leidse hoogleraar, Alexander Willem Byvanck, getuigde dat "met hem de beste kenner van de Romeinsche oudheid in Limburg is heengegaan".

### Overige activiteiten
Als priester woonde Goossens dagelijks de mis bij en vaak droeg hij die zelf op, in zijn Maastrichtse periode in de kapel van het RK Weeshuis en na 1922 bij de zusters Ursulinen van Sint-Salvator op de Scharnerweg. Goossens was tevens actief op kerkelijk-maatschappelijk gebied. In zijn geboorteplaats Berg en Terblijt zette hij zich in voor een adequate vervanging van de oude, versleten kerk (en droeg daar 5.000 gulden aan bij).

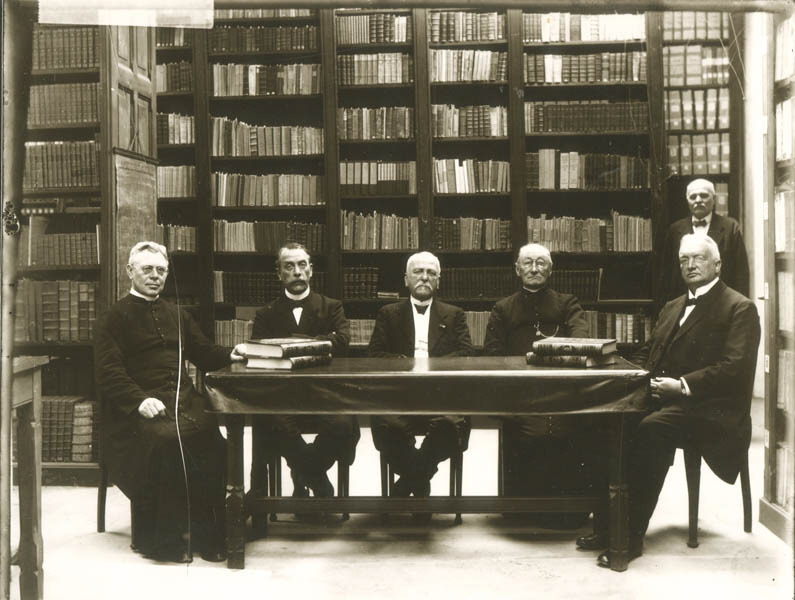
Willem Goossens (geheel links) als lid van de Monumentencommissie, ca. 1922

Goossens was 25 jaar lang bestuurslid van Limburgs Geschied- en Oudheidkundig Genootschap (LGOG); in zijn laatste levensjaar was hij voorzitter van dit geleerde genootschap (1932-1933). Van 1921 tot aan zijn dood was hij conservator van het LGOG-museum. Ook was hij jarenlang lid van de redactiecommissie van de twee publicaties van LGOG, De Maasgouw en de Publications de la Société Historique et Archéologique dans le Limbourg. Hij was tevens lid van de Maastrichtse Monumentencommissie ("Commissie voor de Bewaring van Geschiedkundige Gedenkstukken") (1917-1933), van de Bisschoppelijke Bouwcommissie (1919-1923) en van de Catacombenstichting te Valkenburg. In Valkenburg was hij tevens een van de oprichters van de Stichting Kasteel van Valkenburg (L.). Verder was hij lid van een twintigtal andere organisaties, waarvan de belangrijkste zijn: de Vereeniging van Archivarissen in Nederland (1905-1933), de Nederlandsche Oudheidkundige Bond (1910-1933), de Maatschappij der Nederlandse Letterkunde (1911-1933), het St. Bernulphusgilde (1918-1933) en de Rijkscommissie voor de Monumentenzorg (1922-1933).
In vergelijking met zijn voorgangers als rijksarchivaris, Jozef Habets (1881-1893), August Flament (1893-1921) en Pierre Doppler (1922-1928), was Goossens beslist geen veelschrijver. Zijn voorzichtigheid – hij zette niets op papier dat hij niet geheel kon verantwoorden – verhinderde dit. Het schrijven van het hoofdstuk over Romeins Maastricht in de Monumenten van geschiedenis en kunst viel hem zeer zwaar en hij twijfelde aan het resultaat, hoewel de meeste van zijn conclusies door later onderzoek zijn bevestigd. Toen hij door de bisschop van Roermond, mgr. Drehmanns, werd gevraagd het onvoltooide hoofdwerk van Habets, Geschiedenis van het Bisdom Roermond, te voltooien, weigerde hij aanvankelijk. Uiteindelijk wist hij, na lang aandringen, ruim driehonderd pagina's aan dit standaardwerk toe te voegen.

## Eerbewijzen, nalatenschap
- Ondanks zijn grote verdiensten is Goossens geen enkele onderscheiding, noch van geestelijke noch van wereldlijke zijde, ten deel gevallen.[noot 7]
- Kort na zijn zestigste verjaardag verscheen een lovend artikel over Goossens in de Limburger Koerier. Na zijn dood verschenen in memoriams in onder andere De Maasbode, Limburgsch Dagblad, De Maasgouw, Publications en Jaarboek van de Maatschappij der Nederlandse Letterkunde.[noot 8] Nog in 1958 besteedde De Nieuwe Limburger uitgebreid aandacht aan zijn schriftelijke nalatenschap.[27]
- Dr. Goossens schonk een deel van zijn nalatenschap, bestaande uit 24 dozen met manuscripten, foto's, tekeningen, correspondentie en dagboeken,[noot 9] aan het Rijksarchief in Limburg, onder de bepaling dat deze bescheiden 25 jaar na zijn dood openbaar zouden worden. In 1958 is deze belangrijke bron van historische kennis inderdaad toegankelijk geworden voor onderzoek.[29] De Collectie Goossens in het RHCL omvat onder andere circa 560 foto's, meest van gebouwen, opgravingen en kunstvoorwerpen in Limburg, enkele van personen. Lang niet alle foto's zijn door Goossens gemaakt.[30]
- In de Geulhemmergroeve, vlak bij Berg en Terblijt, werd in 1974 door Albert Widdershoven een portret van Goossens in houtskool op een mergelwand aangebracht.[31]
- Zowel in zijn geboortedorp Berg en Terblijt als in Heerlen is een Dr. Goossensstraat. In Sittard is een Willem Goossensstraat.

Foto's en documenten Collectie Goossens (RHCL); houtskooltekening Geulhemergroeve

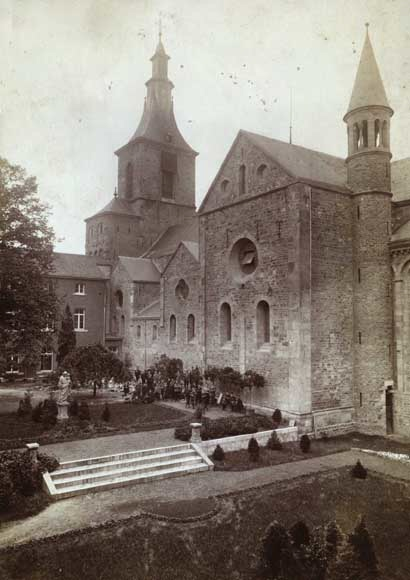
Gymnasium Rolduc, ca. 1900
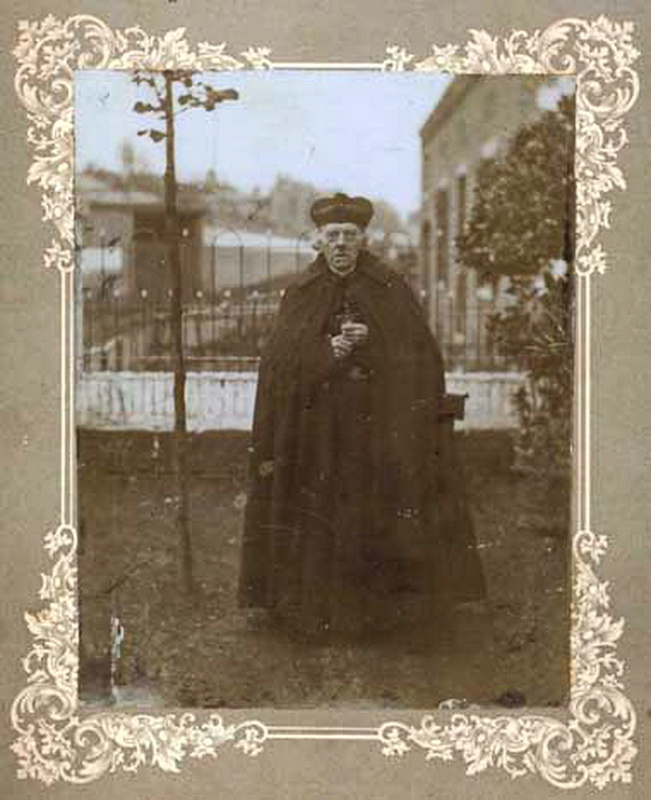
Pastoor Kribs, Sint Pieter, voor 1901
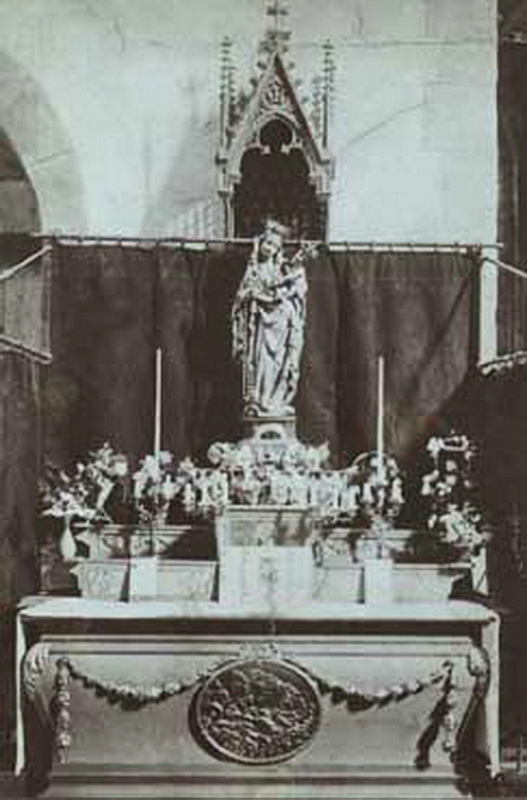
Sterre der Zee, Maastricht, voor 1906
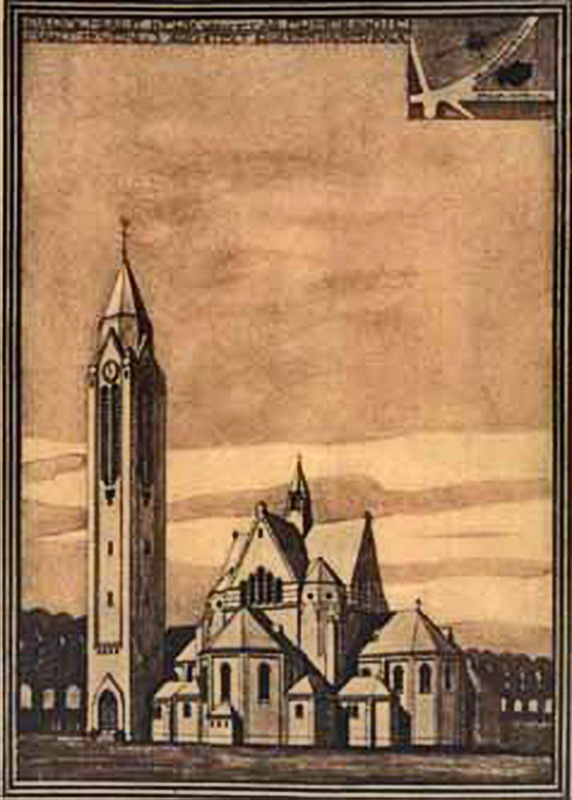
Ontwerp Heilig Hartkerk, Venlo, ca. 1921
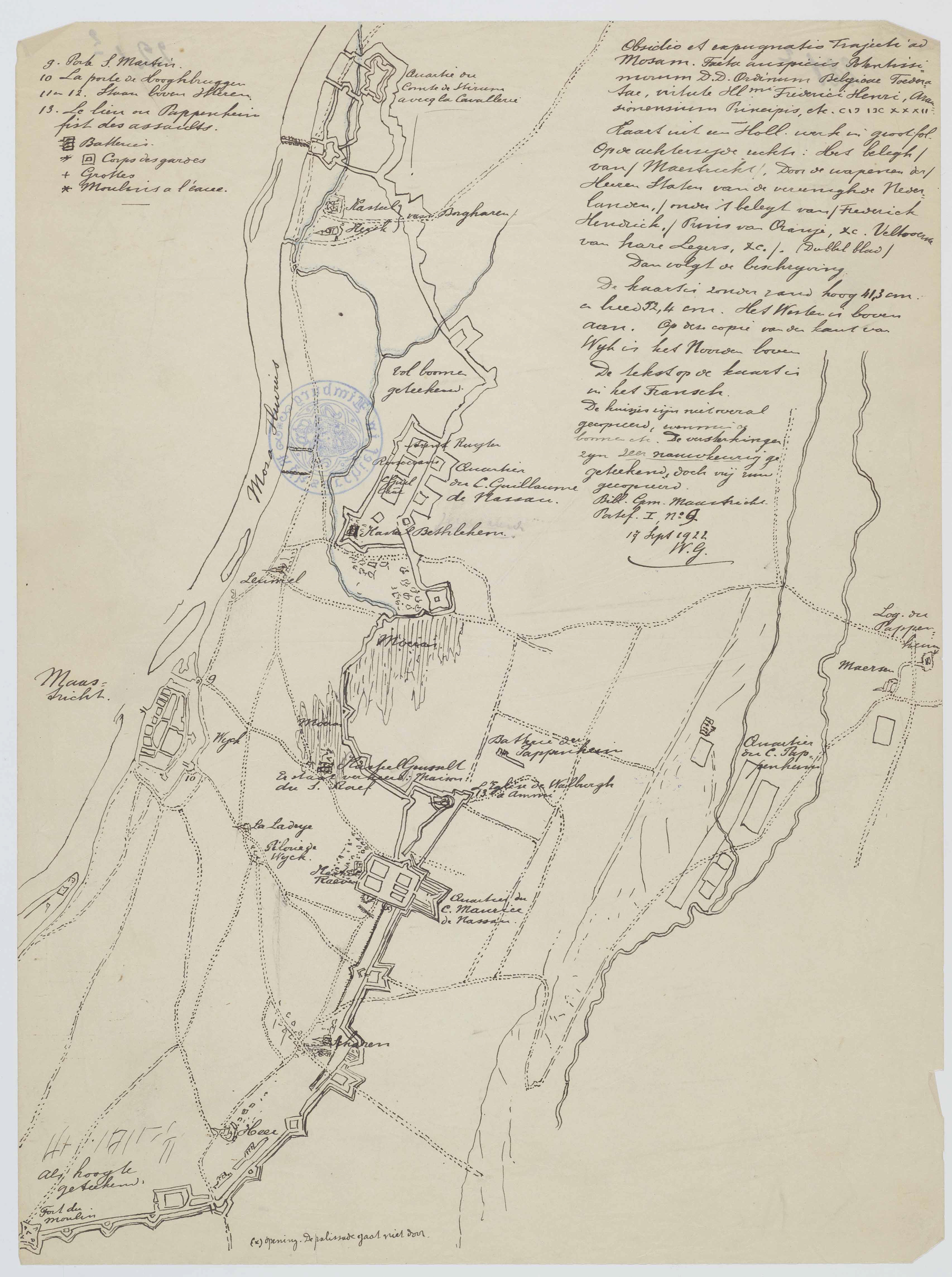
Kopie kaart Beleg van Maastricht, 1922
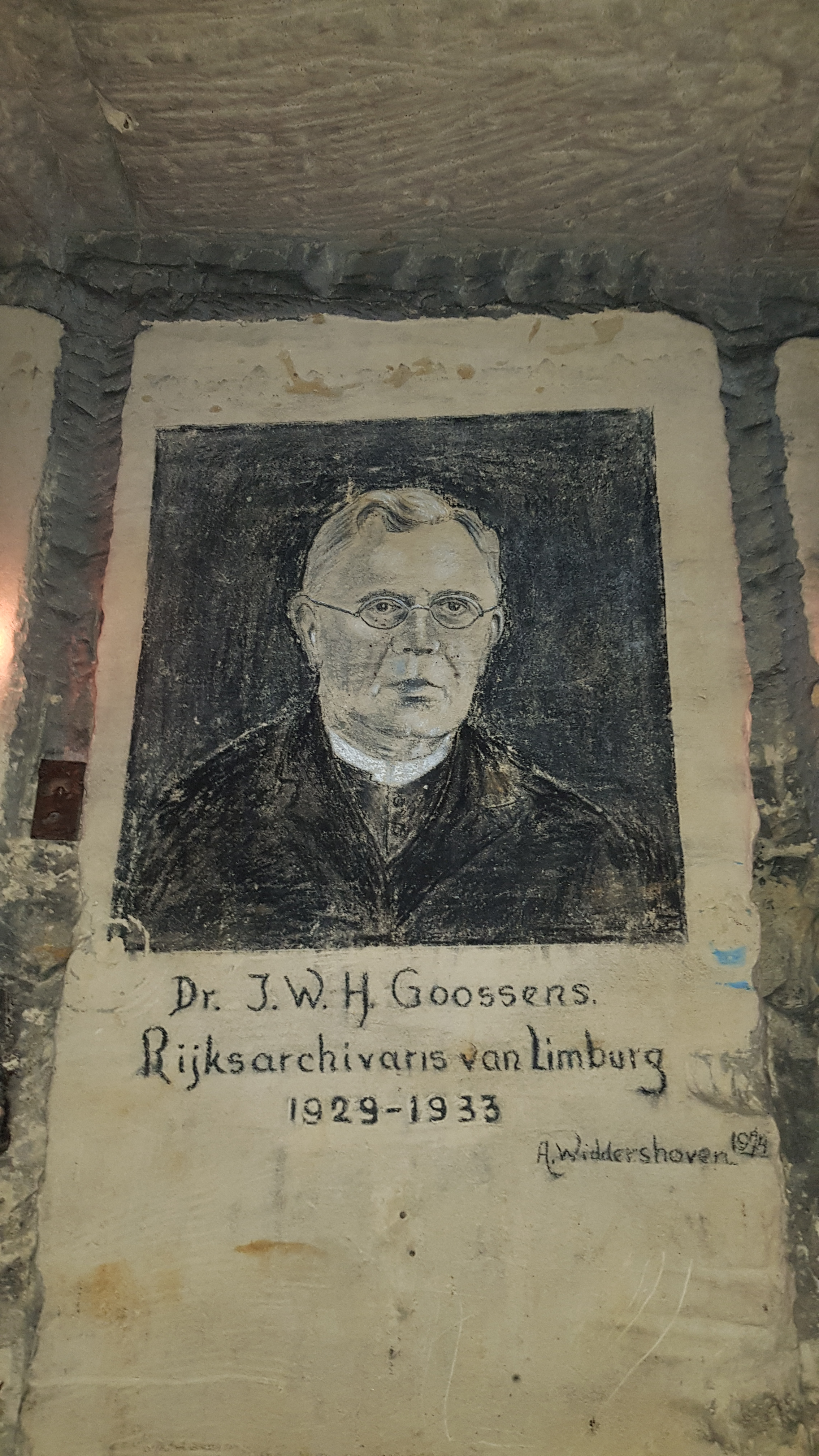
Houtskoolportret Geulhemergroeve, 1974